# Henri de Man
Pour les articles homonymes, voir de Man.
Henri de Man, né à Anvers le 17 novembre 1885 et mort à Greng près de Morat (Suisse) le 20 juin 1953 est un homme politique belge. Dirigeant du Parti ouvrier belge (POB), il devint l'un des théoriciens en vue du planisme et du néo-socialisme durant la dépression des années 1930. Originellement membre de l'aile gauche du POB, il finira sa carrière politique comme leader de son aile droite et fait dissoudre le POB. Condamné en 1946 par un tribunal militaire belge, il vivra en exil en Suisse jusqu'à son décès.

## Biographie

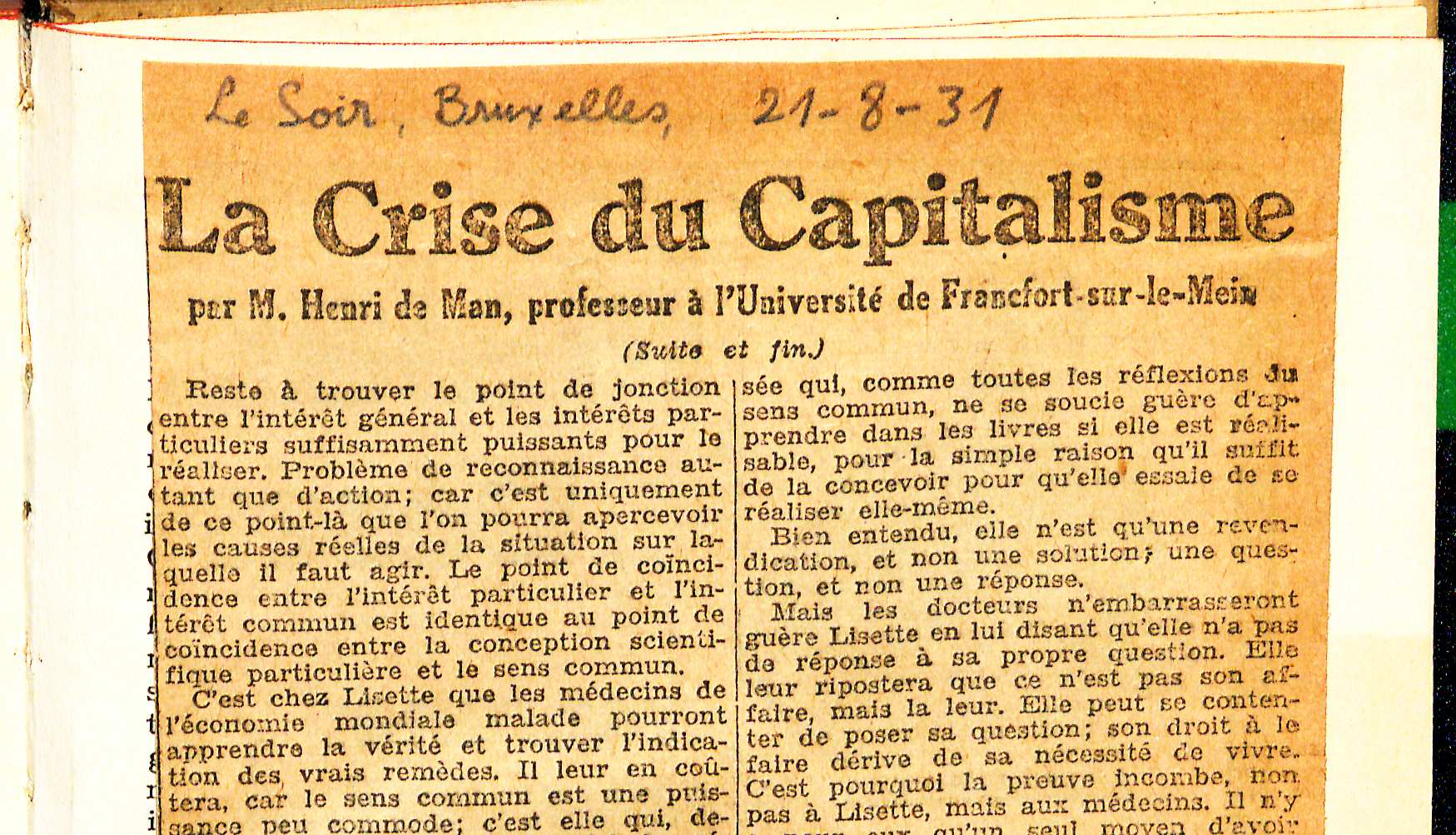
Henri de Man "La Crise du Capitalisme", Le Soir, 31 août 1931

Henri de Man est né à Anvers le 17 novembre 1885. Son père, le baron Adolphe de Man, qui appartenait à une famille de petite noblesse désargentée, travaillait à la direction d'une compagnie maritime, statut honorable mais qui souffrait à ses yeux de la comparaison avec celui de son frère et de son beau-frère, tous deux officiers dans l'armée. Il reporta cette ambition sur son fils, à qui il donna une éducation quasi militaire fondée sur la pratique intensive des sports et l'amour de la nature.
Franc-maçon, il était au dire d'Henri de Man « une des incarnations les plus pures de la morale stoïcienne » qui le portait à un anticléricalisme empreint de tolérance. Sa mère, Joséphine van Beers, fille du poète flamand Jan van Beers, appartenait à une vieille famille patricienne d'Anvers dont tous les membres étaient soit littérateurs, soit peintres, soit musiciens.
Il adhère à la Jeune garde socialiste d'Anvers, le 1er mai 1902. Il refuse de s'inscrire à l'école militaire, à laquelle son père le destinait, et s'adonne dès cette époque à une vigoureuse propagande antimilitariste.
Après avoir vainement tenté d'accomplir des études universitaires à l'Université libre de Bruxelles, puis à l'Institut polytechnique de Gand, d'où il fut exclu pour avoir pris part à une manifestation en faveur des révolutionnaires russes de 1905, de Man s'établit en Allemagne. Il se fixe ensuite à Leipzig, qui était alors, écrit-il, « la Mecque du marxisme, grâce à la Leipziger Volkszeitung, journal d'avant-garde du radicalisme marxiste ».
C'est en 1911 qu'Henri de Man revint en Belgique où Émile Vandervelde, le  « patron » du POB et président de l'Internationale socialiste, lui avait offert la direction des œuvres d'éducation du Parti, la Centrale d'éducation ouvrière. La même année, il provoqua un violent conflit au POB en publiant dans un supplément de la Neue Zeit de Kautsky une brochure intitulée Die Arbeiterbewegung in Belgien (le Mouvement ouvrier en Belgique), écrite en collaboration avec Louis de Brouckère, dans laquelle étaient dénoncées les tendances réformistes du POB et surtout les pratiques capitalistes du mouvement coopératif  « Vooruit », de Gand, que dirigeait Édouard Anseele.
L'éclatement de la guerre de 1914 fut sans doute le drame central de la vie d'Henri de Man, en ce sens qu'il provoqua l'effondrement complet de sa foi marxiste. Au lendemain de la première révolution russe de 1917, le gouvernement belge l'envoie en Russie aux côtés d'Émile Vandervelde et de Louis de Brouckère afin de convaincre le gouvernement russe de poursuivre la guerre et de rejeter le projet de la Conférence de Stockholm, une conférence de la paix qu'un groupe de socialistes de pays neutres avait convoquée à Stockholm.
En 1918, il participe à la mission envoyée aux États-Unis par le gouvernement belge afin d'y étudier les méthodes d'organisation scientifique du travail. À la fin de 1920, après un second séjour aux États-Unis, Henri de Man prend la direction de l'École ouvrière supérieure à Bruxelles. Il quitte cette école, après deux ans, ne laissant guère de regrets à ceux qu'inquiètent son « révisionnisme ». Il passe alors dix ans en Allemagne, enseignant à l'Académie du travail de Francfort puis occupant, de 1929 à 1933, la chaire de psychologie sociale nouvellement créée à l'université de Francfort. Il participe en 1930 au troisième cours universitaire de Davos, avec de nombreux intellectuels français et allemands. Il fut le vice-président puis le président du Parti ouvrier belge.
Il s'efforce, à partir de 1933, de pallier les conséquences de la crise économique avec le Plan du Travail. Selon lui, il s’agit de la meilleure réponse à l'influence grandissante du fascisme. En tant que ministre des Travaux publics (1934-1935) et ministre des Finances (1936-1938), il ne réussit pas à inverser le cours de choses. Pour De Man, la démocratie parlementaire n'est pas capable de briser l’influence du pouvoir de l’argent. À ses yeux, la solution réside dans la mise en place d'un État autoritaire. En 1939, après la mort d'Émile Vandervelde, De Man accède à la présidence du POB.
Durant la Campagne des 18 jours, il est aux côtés de Léopold III, le poussant (selon Henri Bernard), à la capitulation. Pendant les premiers mois de l'Occupation, il est le principal conseiller de Léopold III et de la reine mère. Les trois estiment que l’Ordre nouveau est la meilleure manière de restaurer la paix et la justice sociale. Hitler s'oppose au projet de Léopold III de gouverner lui-même et donne la préférence à une administration militaire puisqu'il pense que la guerre va se prolonger. Le Manifeste aux membres du POB, publié le 28 juin 1940, dans lequel De Man, président du POB depuis 1939, décrète la fin du parti et la collaboration ,. Dans ce Manifeste, son discours est clair : il ne faut pas résister à l'occupant. « La guerre a amené la débâcle du régime parlementaire et de la ploutocratie parlementaire dans les soi-disant démocraties. Pour les classes laborieuses et pour le socialisme, cet effondrement d'un monde décrépi, loin d'être un désastre, est une délivrance » . L’immense majorité des cadres et des militants socialistes ne le suit pas, et certains, dans la clandestinité, poursuivent le travail du parti dissous.
Néanmoins, de Man se rend rapidement compte que cette analyse est illusoire. La déception est grande quand Hitler ordonne, le 20 juillet 1940, de cesser toute discussion sur l'avenir politique de la Belgique. Léopold III entreprend une démarche auprès d'Hitler afin de rétablir, comme en France, la souveraineté sur une partie de la Belgique et rendre possible la formation d'un gouvernement, mais l'entreprise n’aboutit pas. De plus, le Führer estime que l'agitation politique autour du roi limite la liberté de manœuvre du vainqueur. La critique vise surtout de Man dont le Manifeste belgiciste, appelant explicitement à une « résurrection nationale », va à l'encontre de la Flamenpolitik allemande.
Après avoir jeté les bases d'un ordre corporatiste avec l'Union des travailleurs manuels et intellectuels (UTMI), son rôle prend fin. En effet, au printemps 1941, de Man est interdit de prise de parole en public par les autorités allemandes. Il se réfugie en France, en Haute-Savoie. Dès novembre 1941, il s'exile à La Clusaz, en Haute-Savoie, où, hormis quelques voyages le plus souvent clandestins à Paris et à Bruxelles, il vécut reclus le reste de la guerre. À la libération de Paris, il s'exile en Suisse pour éviter les poursuites en Belgique.
Lors de la Libération, il est toutefois arrêté par des maquisards, puis relâché et enfin poursuivi par eux sur l'ordre du gouvernement belge de Londres.
Il parvint de justesse à gagner la Suisse où il bénéficia de la protection de Hans Oprecht, président du Parti socialiste suisse, qui avait été un partisan enthousiaste du planisme. Cependant, dans le cadre de la répression de l'« incivisme », Henri De Man fut condamné en 1946 par un tribunal militaire belge à vingt ans de détention extraordinaire, dix millions de dommages-intérêts à l'État, la dégradation militaire, la destitution des grades, titres, fonctions, emplois, services publics, etc., la sentence entraînant en outre, en cas de non-exécution, la déchéance de la nationalité belge, « pour, étant militaire, avoir méchamment servi la politique et les desseins de l'ennemi » .
Le 20 juin 1953, en plein jour, la voiture que conduisait de Man, aux côtés duquel se trouvait son épouse, s'immobilisa pour des raisons inconnues sur la voie de chemin de fer, à un passage à niveau non gardé qui se trouvait à proximité immédiate de leur domicile ; elle fut broyée par une locomotive qui arrivait avec un léger retard sur l'horaire.

### Famille
Son neveu Paul de Man fut un critique littéraire célèbre aux États-Unis.

## Pensée politique
La doctrine d'Henri de Man entendait surmonter les crises successives du capitalisme par la nationalisation du crédit bancaire et une élévation du degré d'autorité de l’État dans les affaires financières, tout en conservant les structures d'une économie de type capitaliste. Le planisme réfutait la socialisation des moyens de production et la construction d'une société sans classes mais, au contraire, entendait encourager le secteur privé en supprimant certains monopoles qui seraient confiés à l’État, et faire de celui-ci le protecteur de la libre-concurrence et de l'initiative individuelle.
Sur le plan tactique, marqué par l’écrasement des sociaux-démocrates allemands par Hitler, qu'il attribue à la défection des classes moyennes vers le NSDAP, de Man pense nécessaire de s'orienter sur un rapprochement avec des partis libéraux dans l’intention de les détourner du fascisme. Ses thèses trouvent écho auprès des socialistes réformateurs, dont notamment Marcel Déat, bientôt en rupture avec la SFIO de Léon Blum qu'il estime trop à gauche, et René Belin, dirigeant de la tendance anticommuniste de la CGT, qui deviendront les deux principales personnalités de la « collaboration de gauche ».
Appartenant au courant des socialistes non léninistes, ce penseur belge estime que le marxisme étant avant tout un comportement, une sorte d'éthique de vie, il est possible d'y rester fidèle tout en s'en écartant. Il développe cette idée dans 3 principaux ouvrages : Au-delà du marxisme (1927), les Thèses d'Oppenheim (1928), Idée socialiste (1935).
Dans son ouvrage Les grandes oeuvres politiques de Machiavel à nos jours, l'historien des doctrines politiques Jean-Jacques Chevallier parle à propos d'Henri de Man de « révolte de l'esprit contre le matérialisme historique de Marx ».
Dans leur préface d'octobre 1973 à la réédition d'Au-delà du marxisme, Michel Brelaz et Ivo Rens rappellent trois axes de la pensée qu'exprime Henri de Man dans cet ouvrage: d'une part, l'accent mis sur le pacifisme, d'autre part, « la nécessité de dépasser l'embourgeoisement de la classe ouvrière » par une action pédagogique visant à relativiser le bien-être matériel et, enfin, le rejet de toute réalisation du socialisme sans démocratie.